# Comté de Racine
Le comté de Racine est un comté situé dans l'État du Wisconsin aux États-Unis. Son siège est Racine. Selon le recensement de 2000, sa population était de 196 096 habitants.